# Pierre de Nully d'Hécourt
Pierre-Georges-Marie de Nully, seigneur d'Hécourt, de Bourgimont et de Villers (5 janvier 1764, Allonne - 13 juillet 1839, Beauvais), est un homme politique français.

## Biographie

### Famille
Pierre de Nully d'Hécourt était issu d'une vieille famille noble du Beauvaisis. Son père Pierre Charles de Nully, seigneur d'Hécourt, fut écuyer du duc d'Orléans et avait épousé en 1732, Anne Danse, nièce de l'abbé du Bos et fille d'un échevin de Beauvais qui lui apporta 40 000 livres de dot. À la mort de son beau-père, il hérita du domaine d'Hécourt et ajouta le nom à son patronyme. Son père épouse en secondes noces en 1760 Marie Anne Testard du Lys, mère de Pierre de Nully d'Hécourt.
Marié à Luce Gabrielle de Regnonval de Rochy, il est le beau-père de Barthélémy Borel de Favencourt (frère de Durand Borel de Brétizel)

### Maire de Beauvais
Pierre de Nully d'Hécourt, fut nommé maire de Beauvais sous le Consulat en 1803 et le resta jusqu'en 1839, traversant ainsi tous les régimes politiques de la période : Consulat, Empire, Restauration, Monarchie de Juillet.

### Député de l'Oise
Le 10 mai 1815, il est élu député de l'Oise pendant les Cent-Jours.
D'opinions libérales, il se représenta avec succès, à la députation, le 20 septembre 1817, et fut élu par le grand collège de l'Oise. Nully d'Hécourt prit place au centre gauche et opina avec l'opposition constitutionnelle ; il vota cependant la loi électorale. Il siégea à la chambre jusqu'en 1823. Il était chevalier de la Légion d'honneur.